# Kampf um Höhe 60 (Westfront)
Der Kampf um Höhe 60 in Flandern (Belgien) war eine militärische Auseinandersetzung während des Ersten Weltkriegs an der Westfront im Wytschaete-Bogen bei Ypern zwischen deutschen und alliierten Truppen. Die in Verbindung mit der Zweiten Flandernschlacht stehenden Kämpfe begannen im April 1915 und dehnten sich letztendlich auf das gesamte Gebiet des Wytschaete-Bogen aus. Die Gefechte um die Beherrschung der Höhe 60 dauerten, mit Unterbrechungen, bis zur Schlacht bei Messines im Juni 1917 an.

## Das Gelände
Das Gelände südlich von Zillebeke steigt auf einer Breite von ca. zwei Kilometern zu einem Höhenrücken auf, der sich zwischen Zwarteleen und Zandvoorde erstreckt. Straßen durchziehen das Gelände von Nordwesten nach Südosten von Ypern nach Verbrandenmoelen und Hollebeke und von Zillebeke nach Zwartelen und Zandvoorde. Die Eisenbahnlinie von Ypern nach Comines verläuft annähernd parallel zur Straße Ypern-Zillebeke und durchschneidet auf einer Länge von 600 Metern einen Ausläufer des Höhenrückens. Die zur Verlegung des Gleisbettes ausgeschachtete Erde wurde beidseitig der Gleise zu niedrigen Wällen aufgehäuft. Auf dem Höhenrücken gab es drei kleine Erhebungen, die an der höchsten Stelle des Höhenrückens wurde Höhe 60 genannt. Von hier aus hatten Beobachter eine gute Sicht auf das Gelände rund um Zillebeke und bis nach Ypern. Daher hatte die Höhe 60 sowohl für Angreifer und Verteidiger im Stellungskrieg eine operativ wichtige Rolle. Der als Teil einer flachen Hügelkette in einem Halbkreis östlich von Ypern zwischen Zwarteleen and Zandvoorde gelegene Höhenzug wurde am 11. November 1914 im Verlauf der Ersten Flandernschlacht (19. Oktober bis 22. November 1914) von der deutschen 30. Division erobert.

## Lage

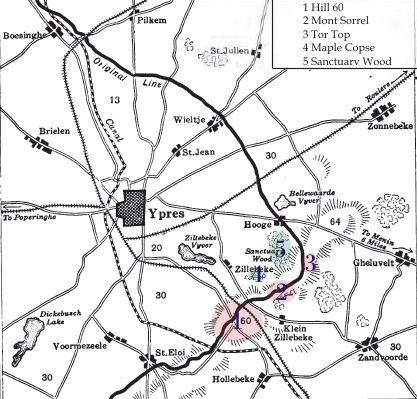
Karte mit markanten Geländepunkten (Frontverlauf 1916)

Die französischen Vorbereitungen zur Wiedereroberung des Höhenrückens wurden von der britischen 28. Division übernommen. Diese hatte im Februar 1915 die französischen Truppen in diesem Frontabschnitt abgelöst, ihn jedoch bald darauf an die britische 5. Division unter General Morland abgegeben. Der Plan zur Wegnahme der Höhe war sehr optimistisch ausgelegt, da man nicht bedacht hatte – oder bedenken wollte –, dass die Höhe nur gehalten werden konnte, wenn die Nachbarkuppe (von den Briten „the Caterpillar“ genannt) ebenfalls erobert werden würde.

## Verlauf

### Kampfhandlungen 1915

#### Überblick
Durch Luftaufklärung verschafften sich die alliierten Truppen Informationen über die Lage der deutschen Einheiten auf der Anhöhe. Ein großangelegter alliierter Angriff vom 17. April bis zum 7. Mai 1915 konnte die Höhe 60 zunächst erobern, doch war es den britischen Truppen nach den schweren Gegenangriffen der deutschen Einheiten nicht möglich die erreichten Positionen dauerhaft zu halten. Großangriffe der Infanterie gegen stark ausgebaute und von Maschinengewehren verteidigte Stellungen, Minenkrieg und lang anhaltender Artilleriebeschuss sowie erste Luftkämpfe kennzeichneten diese Phase. Beide Seiten beschuldigten sich zudem gegenseitig, Giftgas bei den Kampfhandlungen eingesetzt zu haben. Deutsche Truppen setzten Anfang Mai Gasgranaten ein und konnten im zweiten Anlauf am 5. Mai die Kuppe zurückgewinnen.

#### Britische Angriffsvorbereitungen
Als erste britische Unternehmung dieser Art überhaupt, gruben Tunneling Companies der Royal Engineers bis zum 10. April 1915 sechs Minen. Die Aktion war von Major-General Edward Bulfin, Kommandeur zunächst der 28. Infanteriedivision und nach deren Ablösung des Folgeverbandes, der 5. Infanteriedivision, befohlen worden. Die beiden nördlichen Minen waren mit je 2000 Kilogramm Explosivstoff, die beiden mittleren Minen mit je 2700 Kilogramm Explosivstoff und die beiden südlichen mit je 500 Kilogramm Schießbaumwolle geladen. Nachdem man feststellte, dass man sich zu stark einem deutschen Gegentunnel genähert hatte, wurden die Arbeiten beendet. Das Gelände wurde von britischen Fliegern aus der Luft überwacht, die auch die deutschen Geschützstellungen und Gräben aus der Luft fotografierten. Am 16. April war die britische Artillerie in Stellung gebracht und die Infanterie begann, sich nach Einbruch der Dunkelheit zu sammeln. Die 1 Squadron Royal Flying Corps (RFC) bekam die Aufgabe übertragen, deutsche Flugzeuge fernzuhalten.

#### 17. bis 22. April
Am 17. April 1915 wurden die sechs Minen um 19.05 Uhr gezündet. Zwischen der gleichzeitigen Zündung der ersten beiden Minen und der Zündung der restlichen lagen 10 Sekunden Zeitverzögerung. Das Erdreich wurde vertikal und horizontal bis zu 300 Metern weggeschleudert. Dabei gab es einige Verluste im vordersten Angriffsbataillon der 13. Infanteriebrigade der 5. Infanteriedivision. Die deutsche Grabenbesatzung, bestehend aus einer Kompanie des sächsischen 105. Infanterieregiments, wurde überwältigt, wer Widerstand leistete mit dem Bajonett niedergestochen. 20 Mann gerieten in Gefangenschaft. Die britischen Verluste lagen bei nur sieben Mann. Die Briten begannen sich einzurichten und hatten um 00.30 Uhr bereits zwei Verbindungsgräben nach den Ausgangsstellungen angelegt. Die deutsche Artillerie begann, den Hügel mit starkem Feuer zu belegen, und ab 04.00 Uhr begannen drei Gegenangriffe, die jedoch mit starken Verlusten für die Angreifer zurückgewiesen wurden. Deutsche Spreng- und Gasgranaten kamen von Zandvoorde und heftiges Maschinengewehrfeuer von dem vernachlässigten Caterpillar Hügel herüber, so dass sich die Briten auf ihre Ausgangsstellungen zurückziehen mussten. Sie wurden allerdings auf ihrer rechten Flanke darüber hinaus zurückgedrängt. Die deutschen Angriffe dauerten am 18. April bis gegen 18.00 Uhr an, dann konnten die Briten in einem Gegenangriff auch das verlorene Gelände an ihrem rechten Flügel zurückgewinnen. Die deutsche Artillerie belegte den Hügel weiterhin mit starkem Feuer und unterstützte so die Angriffe der Infanterie um 18.30 Uhr und um 20.00 Uhr am 20. April. Auch am 21. und am 22. April wurde weiter angegriffen, allerdings mussten die Briten jetzt ihre Aufmerksamkeit auf das Geschehen weiter nördlich richten, wo die französische 45. Infanteriedivision durch den ersten Gasangriff der Zweiten Flandernschlacht schwer in Mitleidenschaft gezogen worden war.

#### 1. bis 7. Mai

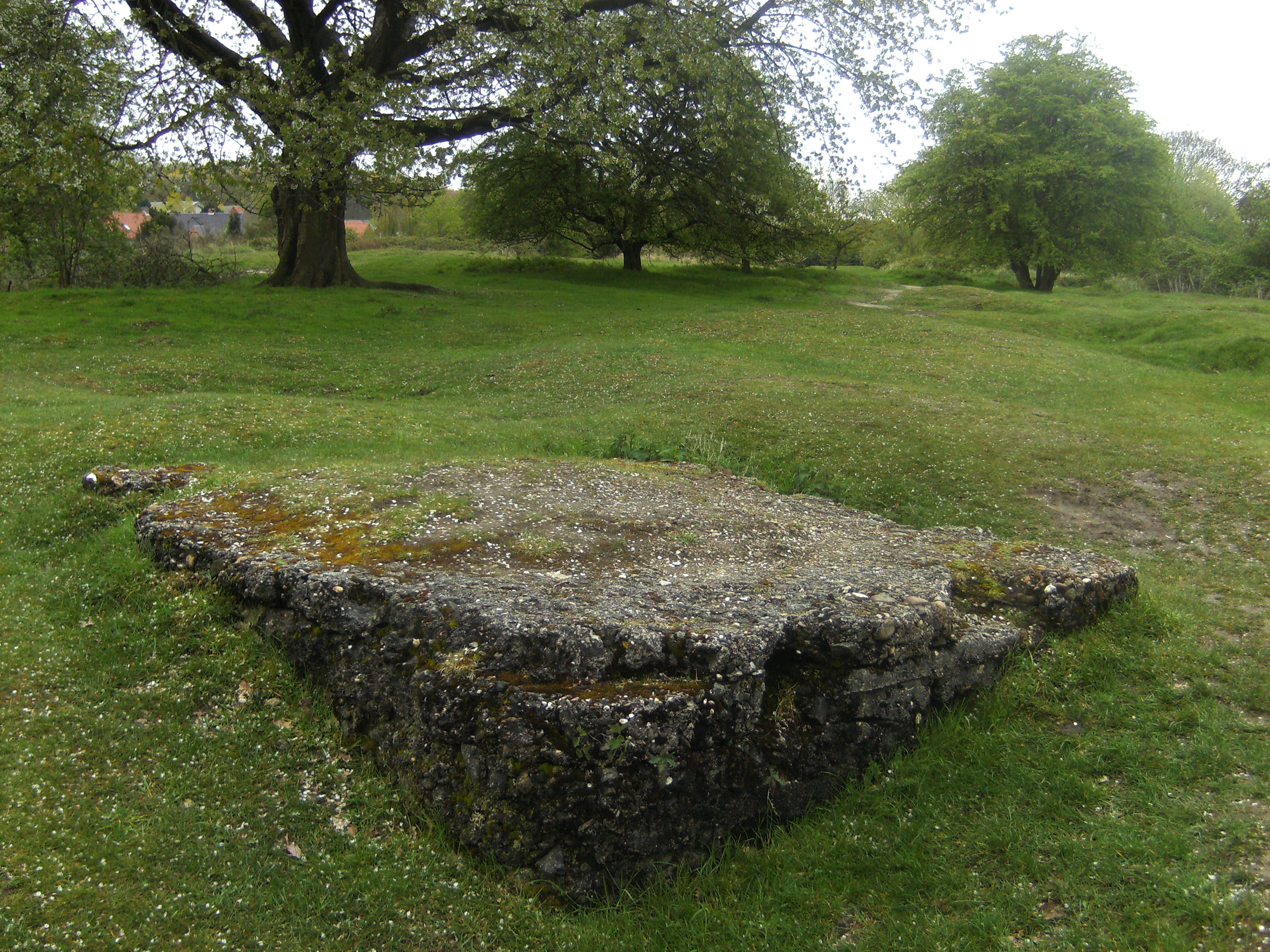
Bunkerreste auf der Höhe 60

Unterstützt durch schweren Gasbeschuss wurde die Höhe 60 nach heftigen Angriffen zwischen dem 1. und dem 5. Mai von den Deutschen zurückerobert.
Am 1. Mai 1915 schlug ein erster Angriff der Deutschen fehl. Sie hatten schwere Artillerie eingesetzt und ließen um 19.00 Uhr aus Stellungen kaum 100 Meter von den britischen Linien entfernt auf einer Breite von 250 Metern Gas aus Flaschen ab. Das Gas erreichte die britischen Stellungen so schnell, dass sich die meisten der britischen Soldaten nicht mehr mit ihren provisorischen Gasmasken schützen konnten. Nachdem das Gas die britischen Gräben erreicht hatte, setzten sich die deutsche Angriffstruppen unverzüglich in Bewegung. Die deutsche Artillerie hielt gleichzeitig die rückwärtigen Wege der Briten unter Sperrfeuer, um so zu versuchen, die Herbeiführung von Verstärkungen zu verhindern. Ein kleiner Teil der Briten konnte die Stellung halten und so Zeit schaffen für Verstärkungen, die trotz des Sperrfeuers und der Gaswolke nach vorne kamen. Die Deutschen wurden aufgehalten und von Handgranatenwerfertrupps zurückgedrängt. Die 15. britische Infanteriebrigade hielt den Hügelgrat auf einer Länge von ca. 1,25 Kilometern, bis am 5. Mai um 08.45 ein erneuter Gasangriff erfolgte. Durch die günstigen Windverhältnisse wurde die Gaswolke nicht quer über die britischen Linien getrieben, sondern zog an diesen entlang und füllte sie so massiv, dass ein Verweilen auch mit Gasmasken unmöglich wurde. Wer sich nicht in Sicherheit bringen konnte, fiel dem Gas zum Opfer. Deutsche Truppen der 30. Infanteriedivision besetzten 15 Minuten später die gesamte britische erste Linie. Verstärkungen konnten wegen eines erneuten Gasangriffs um 11.00 Uhr gegen die nordöstliche Seite nicht durchdringen.
Die rechte Flanke der britischen Verteidigung wurde bei Zwarteleen überwältigt. Allerdings blieben im Abschnitt genügend Männer übrig, um die deutsche Infanterie am weiteren Vorgehen zu hindern, bis um 12.00 Uhr ein Bataillon, das sich durch die Gaswolke und das Sperrfeuer hindurchgearbeitet hatte, als Verstärkung eintraf. Ständige Gegenangriffe drängten die deutschen Truppen zurück und ermöglichten den Briten, einen Teil der verlorenen Gräben zurückzuerobern. Ein erneuter deutscher Gasangriff um 19.00 Uhr hatte wenig Erfolg; die daraufhin angreifende Infanterie wurde durch Schützenfeuer abgewehrt. Um 21.00 Uhr erhielt die britische 13. Infanteriebrigade vom Divisionskommandeur, Major-General Morland, den Befehl, den Höhenzug wieder einzunehmen. Nach einem zwanzigminütigen Feuerüberfall gingen die Briten um 22.00 Uhr vor, mussten jedoch feststellen, dass die Dunkelheit, das aufgewühlte Gelände und die durch die Artillerie alarmierte deutsche Infanterie ein Vorwärtskommen unmöglich machten. Lediglich eine Abteilung erreichte die Hügelkuppe, geriet jedoch ins Kreuzfeuer von „Caterpillar“ und Zwarteleen und musste sich gegen 01.00 Uhr wieder zurückziehen. Die Kuppe konnte nicht gehalten werden, solange der „Caterpillar“ in deutscher Hand war. Beide Seiten waren erschöpft und gruben sich ein.
Am Morgen des 7. Mai wurde der Hügel von zwei Kompanien britischer Infanterie angegriffen. Ihnen waren Handgranatenwerfer beigegeben. Alle wurden getötet oder gefangen genommen.

#### Luftaufklärung

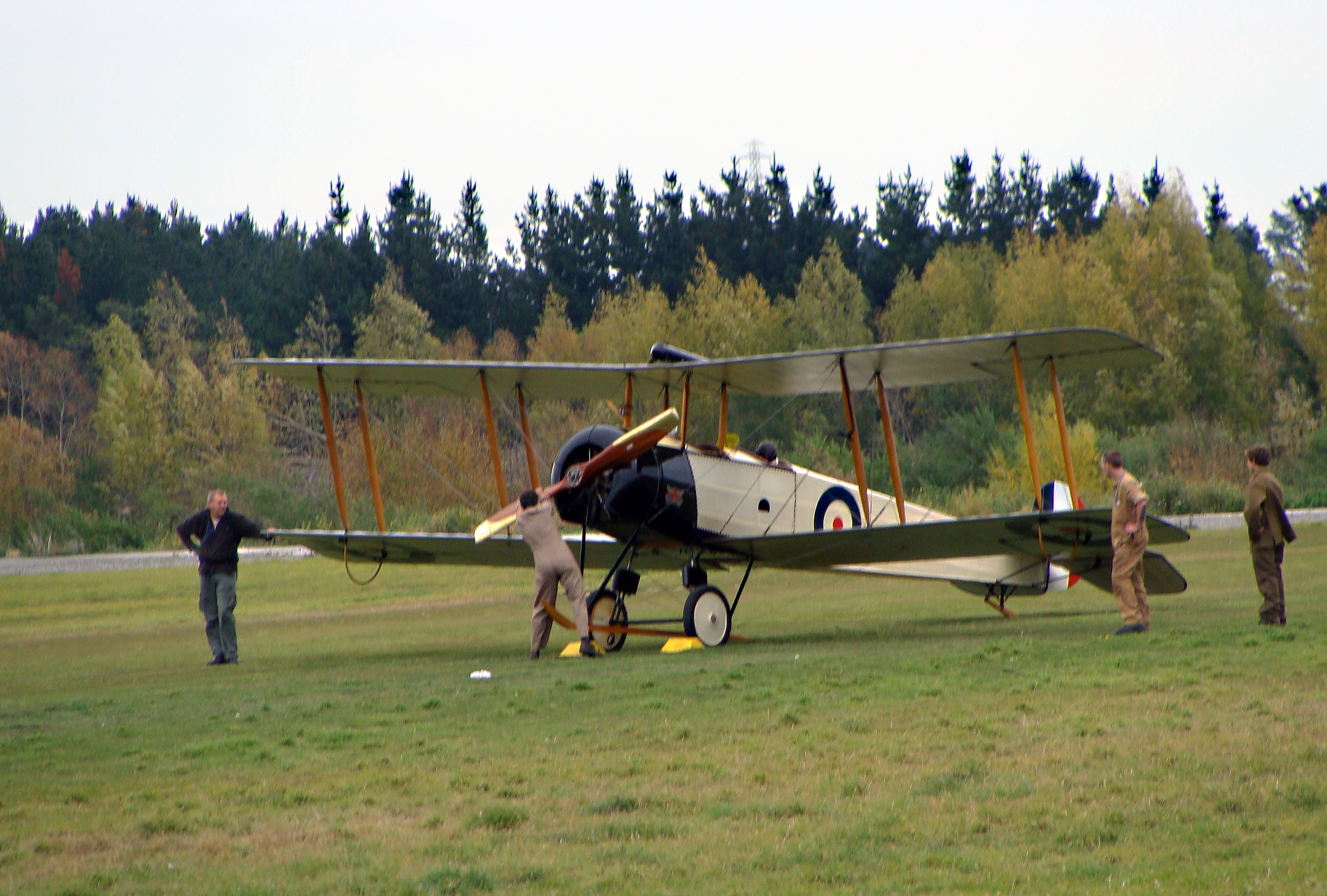
Avro 504 im Hood Aerodrome, Masterton, Neuseeland

Die No. 1 Squadron der RAF begann am 17. April 1915 um 04.30 Uhr mit einem ersten Flug einer ständigen Luftpatrouille. Eingesetzt wurden Flugzeuge der Typen Avro 504 und B.E.8, um die Front zwischen dem Kemmelberg und Ypern aufzuklären. Die Überraschung für die Deutschen war groß und kein deutsches Flugzeug erschien zunächst. Die Luftaufklärung war perfekt organisiert, die Flugzeuge konnten ihre Beobachtungen direkt dem Hauptquartier der 5. Division melden, die diese per Funk und Lichtsignal an die kämpfende Truppe weitergab. Britische Jagdflieger hielten die deutschen Jagdflugzeuge fern, die acht Beobachtungsflugzeuge der 1. Squadron konnten 33 deutsche Batterien ausmachen, die dann von der britischen Artillerie bekämpft wurden und dadurch Verluste erlitten. Die Luftaufklärung wurde bis zum Ende der lokalen Kämpfe fortgesetzt.

#### Britische Verluste
Der Angriff am 17. April kostete die Briten lediglich sieben Mann an Verlusten. Am 1. Mai verlor jedoch das Dorset Regiment mehr als 90 Männer direkt durch Gasvergiftung, weitere 207 Mann wurden zum Verbandsplatz gebracht, wo noch 46 unmittelbar danach und 12 etwas später starben. Das eingesetzte Bataillon hatte lediglich 72 Überlebende. Das 1. Bataillon des Bedfordshire Regiment hatte ähnliche Verluste zu beklagen. Insgesamt wurden im Kampfabschnitt 2413 britische Soldaten in die Feldlazarette gebracht, von denen 227 dort starben. Die 13. britische Infanteriebrigade verlor vom 17. bis 19. April 1362 Mann und die 15. Infanteriebrigade vom 1. bis 7. Mai 1586 Mann. Die Gesamtverluste der 5. britischen Infanteriedivision lagen bei 3100 Mann.
Nach den Kämpfen wurde das Victoria Cross verliehen an:
- Private Edward Dwyer, 1st Battalion East Surrey Regiment
- 2nd Lieutenant Benjamin Handley Geary, 4th Battalion East Surrey Regiment
- Lieutenant George Rowland Patrick Roupell, 1st Battalion East Surrey Regiment
- 2nd Lieutenant Geoffrey Harold Woolley, 9th (County of London) Battalion, London Regiment (Queen Victoria's Rifles)
- Private Edward Warner, 1st Battalion Bedfordshire Regiment

### Kampfhandlungen 1916
Zwischen 1915 und Oktober 1916 wurde eine bereits vorhandene französische Minengalerie unter der Höhe 60 von erfahrenen Mineuren aus Northumberland und Wales (175th Tunnelling Company R.E.) erweitert, da man festgestellt hatte, dass die Höhe 60 nicht wassergesättigt war. Der Minengang begann etwa 220 Meter hinter den britischen Linien und passierte diese in einer Tiefe von 30 Metern.
Im April 1916 übernahmen die Kanadier der „3rd Canadian Tunnelling Company“ den Abschnitt und beendeten die Arbeiten. Insgesamt bestand die nun angelegte Anlage aus einem gemeinsamen Stollen (Berlin Tunnel) mit zwei separaten Sprengkammern (Hill 60 A und Hill 60 B). Die Mine unter Höhe 60 wurde im Juli mit 33.500 Kilogramm und der Abzweig (Hill 60 B) unter die Nachbarkuppe (Caterpillar) im Oktober mit 70.000 Kilogramm Explosivstoff geladen. Dies alles trotz hoher Feuchtigkeit und der Sprengung einer deutschen, 200 Meter langen Gegenmine, wodurch die darunterliegenden britischen Minen stark gefährdet wurden.
Im November 1916 wurden die Kanadier durch die „1st Australian Tunnelling Company“ abgelöst, die die Minen über den Winter einsatzbereit hielten.

### Kampfhandlungen 1917
Schließlich wurden die beiden Minen unter Höhe 60 – zusammen mit 17 weiteren Minen am Frontverlauf im Wijtschatebogen – am 7. Juni 1917 um 03.10 Uhr zur Explosion gebracht. Die Sprengung der insgesamt 19 Minen, geladen mit zusammen 450 Tonnen Sprengstoff, erfolgte als Auslöser der Schlacht bei Messines.

## Das Schlachtfeld heute
Heute sind Teile des ehemaligen Schlachtfelds als Denkmal gestaltet und für Besucher zugänglich. In der Zone rouge liegen jedoch nach wie vor viele Munitions- und Giftgasreste im Boden.

## Filmische Rezeption
Der Einsatz der 1st Australian Tunnelling Company bei Höhe 60 ist Thema des 2010 veröffentlichten australischen Spielfilms Helden von Hill 60 (englisch Beneath Hill 60) mit Brendan Cowell in der Hauptrolle.